# Haida (Halsbrücke)

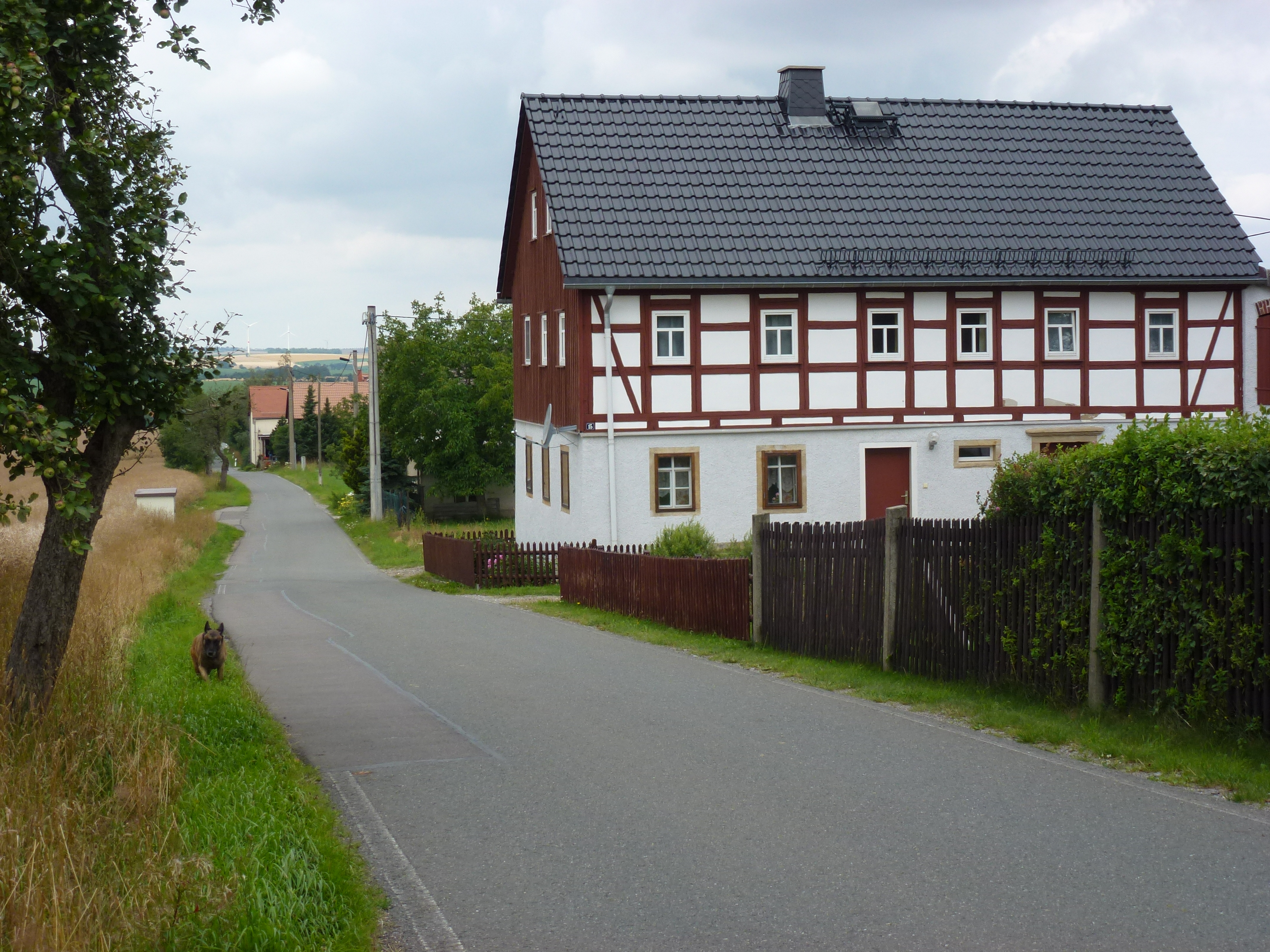
Häuserzeile

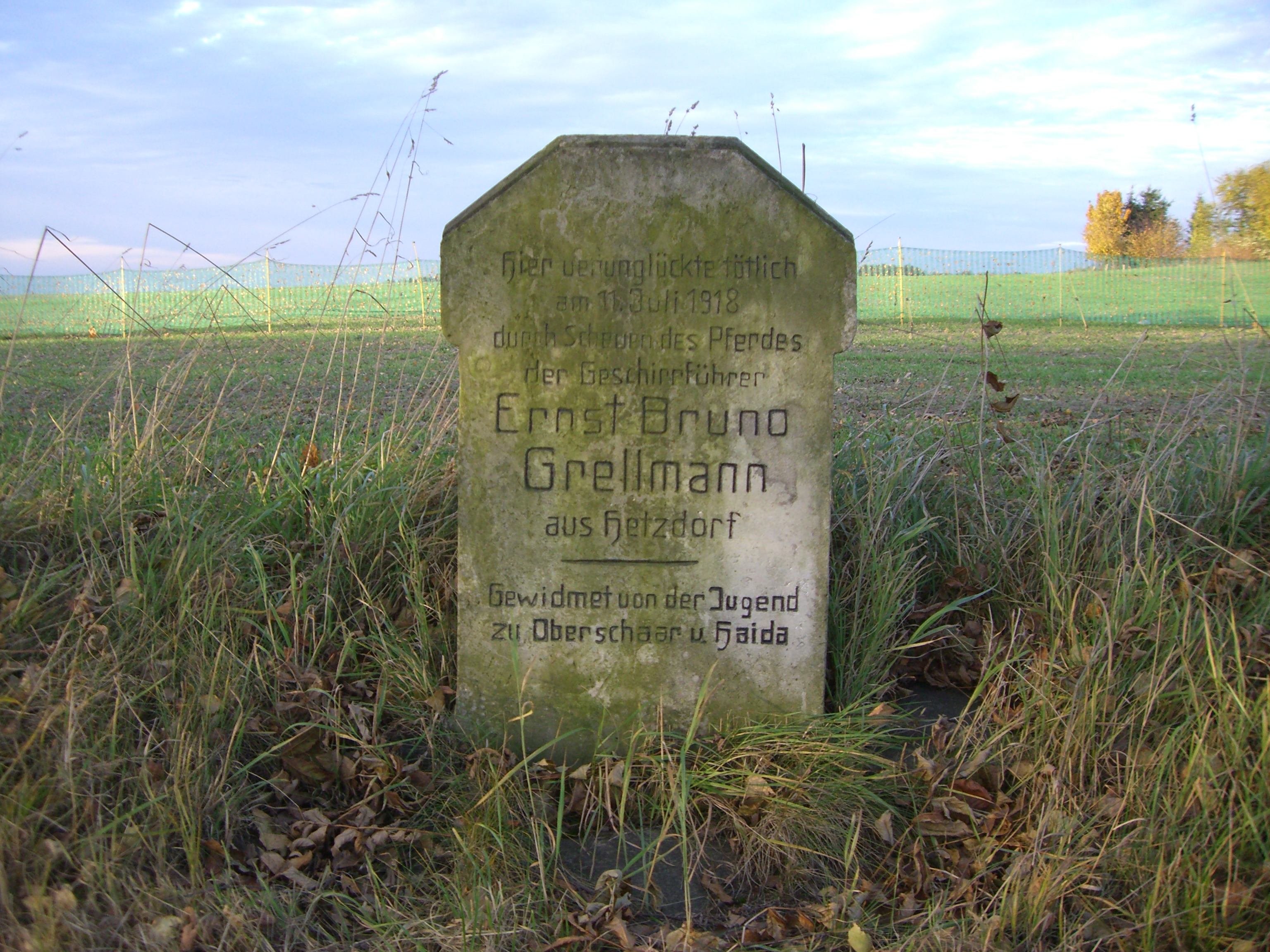
Gedenkstein eines hier tödlich verunglückten Fuhrwerkslenkers aus dem 19. Jahrhundert

Haida ist ein Ortsteil der Gemeinde Halsbrücke im Landkreis Mittelsachsen (Freistaat Sachsen). Als Gemeindeteil von Oberschaar wurde er am 1. Juli 1950 nach Niederschöna und am 1. Januar 2006 nach Halsbrücke umgegliedert. 

## Geografie

### Lage und Verkehr
Das Dorf besteht aus einer Häuserzeile längs der Haidaer Straße zwischen Oberschaar und Hetzdorf und liegt etwa 13 km nordöstlich der Kreisstadt Freiberg.
Der Ort ist an das Netz des öffentlichen Personennahverkehrs angeschlossen und über die B 173 gut aus Richtung Dresden und Freiberg erreichbar.

### Nachbarorte
| Dittmannsdorf |                                             | Mohorn                              |
| Oberschaar    | Kompassrose, die auf Nachbargemeinden zeigt | Grund                               |
| Niederschöna  | Erlicht                                     | Hetzdorf mit Wüsthetzdorf und Hutha |

## Geschichte
Der Ortsname bezieht sich auf eine Siedlung in der Heide. Haida gehörte zu Oberschaar. Die Parzellen des Ortes wurden wahrscheinlich im Zuge der Restflächenaufsiedlung angelegt. Unter dem Namen Neuoberschaar, Heyde-Häuser und Halbendorf wurde das Dörfchen am Anfang des 19. Jahrhunderts erwähnt. 
In August Schumanns Staatslexikon von Sachsen (1821) ist zum Ort Oberschaar in Bezug auf Neuoberschaar folgendes erwähnt: 
[…] Außer dem rechnet man zum Ort noch das, auf Ritterguts Grund und Boden angebaute Dörfchen Neuoberschaar. Im J. 1801 gab man nur 225 Consumenten an; seitdem aber hat sich besonders Neuoberschaar vergrößert und der Bewohner sind jetzt 320–330 […].
Neuoberschaar ist das spätere Haida. In der Nähe des Ortseingangs von Oberschaar befindet sich in Haida an der Straße ein Gedenkstein für einen an dieser Stelle tödlich verunglückten Fuhrwerkslenker.
Als Gemeindeteil von Oberschaar gehörte Haida bis 1856 in das kursächsische bzw. königlich-sächsische Kreisamt Freiberg, dessen Nordostzipfel die beiden Orte bildeten. 1856 kam der Ort mit Oberschaar zum Gerichtsamt Freiberg und nach Trennung von Justiz und Verwaltung 1875 zur Amtshauptmannschaft Freiberg.
Am 1. Juli 1950 wurde Oberschaar mit seinem Gemeindeteil Haida nach Niederschöna eingemeindet. Durch die zweite Kreisreform in der DDR kam Haida als Ortsteil der Gemeinde Niederschöna im Jahr 1952 zum Kreis Freiberg im Bezirk Chemnitz (1953 in Bezirk Karl-Marx-Stadt umbenannt), der ab 1990 als sächsischer Landkreis Freiberg fortgeführt wurde und im Jahr 2008 im Landkreis Mittelsachsen aufging. Mit der Eingemeindung der Gemeinde Niederschöna nach Halsbrücke wurde Haida am 1. Januar 2006 ein Ortsteil von Halsbrücke.